# Chiesa di San Paterio (Paisco Loveno)
La chiesa di San Paterio è la parrocchiale di Paisco, frazione-capoluogo del comune sparso di Paisco Loveno, in provincia e diocesi di Brescia; fa parte della zona pastorale dell'Alta Val Camonica.

## Storia
L'originaria cappella di Paisco fu fondata nel X secolo dai monaci provenienti dalla chiesa di San Faustino Maggiore di Brescia; essa era filiale prima della pieve di Cemmo e poi di quella di Demo, per essere successivamente eretta a parrocchiale sul finire del Medioevo.
Dalla relazione della visita pastorale del 1580 dell'arcivescovo di Milano Carlo Borromeo s'apprende che la sua visita pastorale, trovò che i fedeli ammontavano a 580 e che la parrocchiale di San Paterio, in cui si trovavano due altari, aveva come filiale l'oratorio di Sant'Antonio a Loveno.
Nell'autunno del 1637 il vescovo Vincenzo Giustiniani, compiendo la sua visita pastorale, trovò che la chiesa era insufficiente a soddisfare le esigenze dei fedeli e ordinò di ampliarla; così, negli anni seguenti essa fu interessata da un intervento di rifacimento e di ingrandimento, venendo quindi consacrata l'8 settembre 1646.
Alla fine del Settecento e poi ancora nel secolo successivo la parrocchiale fu restaurata; l'edificio fu ampliato nel 1904, consacrato nel 1938 dal vescovo Giacinto Tredici e adeguato alle norme postconciliari entro il 1975.
Il 14 aprile 1989, come stabilito dal vescovo Bruno Foresti, la chiesa entrò a far parte della zona pastorale dell'Alta Val Camonica.

## Descrizione

### Esterno
La facciata a capanna della chiesa, rivolta a nordest e suddivisa da una cornice marcapiano in due registri, è tripartita da quattro lesene doriche, presenta al centro il portale d'ingresso, affiancato da due colonne e abbellito da ricche decorazioni, e sopra il rosone ed è coronata dal frontone di forma triangolare, nel quale si legge la scritta "DOM".
Annesso alla parrocchiale è il campanile a base quadrata, la cui cella presenta su ogni lato una monofora ed è coronata dalla guglia piramidale.

### Interno
L'interno dell'edificio si compone di un'unica navata, su cui si affacciano gli sfondamenti ospitanti gli altari minori e le cui pareti sono scandite da lesene sorreggenti il cornicione sopra cui s'imposta la volta a botte; al termine dell'aula si sviluppa il presbiterio, rialzato di alcuni gradini e voltato a vela.
La maggior opera qui conservata è la pala raffigurante l'Ordinazione a Vescovo di San Paterio, eseguita da Sante Cattaneo nel biennio 1795-96.